# 1944 w muzyce
Wydarzenia muzyczne w 1944 roku.

## Urodzili się
- 1 stycznia – Katarzyna Dadak-Kozicka, polska etnomuzykolog, antropolog kultury i teoretyk edukacji muzycznej
- 2 stycznia – Péter Eötvös, węgierski kompozytor, dyrygent i pedagog muzyczny (zm. 2024)
- 3 stycznia – David Atherton, angielski dyrygent
- 6 stycznia – Alan Stivell, francuski piosenkarz i harfista
- 9 stycznia – Jimmy Page, brytyjski gitarzysta rockowy, muzyk grupy Led Zeppelin
- 10 stycznia – Frank Sinatra Jr., amerykański piosenkarz, syn Franka Sinatry (zm. 2016)
- 11 stycznia – York Höller, niemiecki kompozytor
- 12 stycznia – Cynthia Robinson, amerykańska trębaczka, muzyk zespołu Sly and the Family Stone (zm. 2015)
- 14 stycznia
  - Katherine Anderson, amerykańska piosenkarka zespołu The Marvelettes (zm. 2023)
  - Paul Sinegal, amerykański muzyk bluesowy (zm. 2019)
- 15 stycznia – Joan Marie Johnson, amerykańska piosenkarka girls bandu The Dixie Cups (zm. 2016)
- 16 stycznia – Dieter Moebius, szwajcarski kompozytor, twórca muzyki elektronicznej (zm. 2015)
- 17 stycznia – Françoise Hardy, francuska piosenkarka i aktorka (zm. 2024)
- 20 stycznia – Włodzimierz Szymański, polski dyrygent, specjalista muzyki dawnej (zm. 2024)
- 23 stycznia – Jerry Lawson, amerykański piosenkarz, producent, aranżer (zm. 2019)
- 24 stycznia – Klaus Nomi, niemiecki piosenkarz, pionier nurtu pop z elementami piosenki kabaretowej oraz new wave (zm. 1983)
- 25 stycznia – Dick Campbell, amerykański piosenkarz folk-rockowy (zm. 2002)
- 26 stycznia – Christos Stilianas, grecki piosenkarz (zm. 2019)
- 27 stycznia – Nick Mason, brytyjski perkusista rockowy, muzyk grupy Pink Floyd
- 28 stycznia – John Tavener, angielski kompozytor muzyki poważnej (zm. 2013)
- 29 stycznia – Steve Reid, amerykański perkusista jazzowy (zm. 2010)
- 30 stycznia – Lynn Harrell, amerykański wiolonczelista klasyczny (zm. 2020)
- 2 lutego
  - Andrew Davis, angielski dyrygent i pianista (zm. 2024)
  - Andrzej Śmigielski, polski artysta malarz, animator kultury i popularyzator jazzu (zm. 2023)
- 4 lutego – Bernd Dietrich, niemiecki wokalista, kompozytor, muzyk i producent
- 5 lutego – Al Kooper, właśc. Alan Kuperschmidt, amerykański muzyk, kompozytor i producent muzyczny, najbardziej znany jako członek zespołu The Blues Project
- 7 lutego
  - Kazimierz Madziała, polski organista i pedagog, prof. dr hab. (zm. 2023)
  - Antoni Wit, polski dyrygent, kompozytor, prawnik, profesor dyrygentury
- 10 lutego
  - Nathaniel Mayer, amerykański muzyk śpiewający piosenki rhythm and blues (zm. 2008)
  - Mieczysław Kosz, polski pianista i kompozytor jazzowy (zm. 1973)
- 13 lutego – Włodzimierz Gulgowski, polski pianista jazzowy, kompozytor, aranżer
- 16 lutego – Sigiswald Kuijken, belgijski dyrygent, skrzypek i altowiolista
- 17 lutego – Karl Jenkins, walijski muzyk, kompozytor
- 20 lutego – Lew Soloff, amerykański trębacz jazzowy, kompozytor, aktor (zm. 2015)
- 23 lutego
  - Florian Fricke, niemiecki pianista i kompozytor, twórca zespołu Popol Vuh (zm. 2001)
  - Johnny Winter, amerykański wokalista, gitarzysta i kompozytor (zm. 2014)
- 24 lutego – Nicky Hopkins, angielski keyboardzista i organista (zm. 1994)
- 28 lutego
  - Ravindra Jain, indyjski piosenkarz i kompozytor muzyki filmowej (zm. 2015)
  - Storm Thorgerson, brytyjski artysta grafik, autor okładek płyt gramofonowych (zm. 2013)
- 1 marca
  - Roger Daltrey, brytyjski wokalista, tekściarz i aktor; założyciel zespołu The Who
  - Hanuš Domanský, słowacki kompozytor (zm. 2021)
- 2 marca – Leif Segerstam, fiński dyrygent, skrzypek i kompozytor (zm. 2024)
- 4 marca
  - Michał Hochman, polski piosenkarz, gitarzysta (zm. 2024)
  - Bobby Womack, amerykański piosenkarz R&B (zm. 2014)
- 6 marca
  - Kiri Te Kanawa, nowozelandzka śpiewaczka operowa (sopran liryczny)
  - Mary Wilson, amerykańska wokalistka, członek zespołu The Supremes (zm. 2021)
- 11 marca – Wojciech Korda, polski wokalista, gitarzysta i kompozytor (zm. 2023)
- 13 marca – Chris Roberts, niemiecki piosenkarz pop (zm. 2017)
- 14 marca – Boris Brott, kanadyjski dyrygent, kompozytor, skrzypek (zm. 2022)
- 15 marca
  - Ralph MacDonald, amerykański perkusista popowy, kompozytor (zm. 2011)
  - Jazz Summers, brytyjski manager muzyczny (zm. 2015)
- 16 marca – Krzysztof Szwajgier, polski teoretyk muzyki, kompozytor i pedagog
- 17 marca
  - Bob Johnson, brytyjski gitarzysta rockowy i wokalista, muzyk zespołu Steeleye Span (zm. 2023)
  - Anthony Monn, niemiecki piosenkarz, kompozytor i producent
- 21 marca – David Lindley, amerykański piosenkarz i gitarzysta (zm. 2023)
- 23 marca
  - Tony McPhee, angielski gitarzysta i wokalista bluesowy (zm. 2023)
  - Ric Ocasek, amerykański muzyk i producent muzyczny, wokalista i gitarzysta zespołu The Cars (zm. 2019)
- 25 marca
  - Gabriela Beňačková, słowacka śpiewaczka operowa (sopran)
  - Andrzej Brzeski, polski muzyk jazzowy i bluesowy, puzonista, kompozytor i aranżer; założyciel i lider zespołu Paradox (zm. 2010)
- 26 marca – Diana Ross, amerykańska piosenkarka i aktorka
- 27 marca – Nicolas Chumachenco, niemiecki skrzypek, pochodzenia polsko-ukraińskiego (zm. 2020)
- 28 marca – Kićo Slabinac, jugosłowiański i chorwacki muzyk i wokalista (zm. 2020)
- 29 marca – Terry Jacks, kanadyjski piosenkarz, kompozytor i producent płytowy
- 31 marca
  - Mick Ralphs, angielski gitarzysta, wokalista i autor piosenek, członek-założyciel zespołów rockowych Mott the Hoople i Bad Company (zm. 2025)
  - Malcolm Roberts, brytyjski piosenkarz (zm. 2003)
- 2 kwietnia – Magda Saleh, egipska tancerka baletowa (zm. 2023)
- 8 kwietnia
  - Keef Hartley, angielski perkusista rockowy (zm. 2011)
  - Deke Richards, amerykański kompozytor, producent muzyczny wytwórni Motown (zm. 2013)
- 12 kwietnia – Karel Kryl, czeski pieśniarz, poeta i grafik (zm. 1994)
- 13 kwietnia – Giulietta Sacco, włoska piosenkarka (zm. 2022)
- 14 kwietnia – Mike Brewer, amerykański muzyk (zm. 2024)
- 15 kwietnia – Dave Edmunds, walijski muzyk rockowy, gitarzysta i wokalista
- 16 kwietnia
  - Elżbieta Głąbówna, polska pianistka i pedagog
  - Mike Mitchell, amerykański gitarzysta i wokalista, członek zespołu The Kingsmen (ur. 2021)
- 22 kwietnia – Joshua Rifkin, amerykański muzykolog, pianista i kompozytor
- 24 kwietnia
  - Norma Burrowes, irlandzka sopranistka koloraturowa
  - Tony Visconti, amerykański producent muzyczny, muzyk i wokalista
- 27 kwietnia – Cuba Gooding Sr., amerykański piosenkarz soulowy, aktor; ojciec Cuby Goodinga Jr. (zm. 2017)
- 30 kwietnia
  - Andy Kulberg, amerykański basista i flecista, także producent muzyczny (zm. 2002)
  - Lidia Mordkowicz, brytyjska skrzypaczka pochodzenia rosyjskiego (zm. 2014)
- 1 maja
  - Józef Serafin, polski organista i pedagog
  - Marva Whitney, amerykańska piosenkarka funkowa (zm. 2012)
- 4 maja
  - Eddy Amoo, brytyjski wokalista soulowy (zm. 2018)
  - Gabriela Moyseowicz, polska kompozytorka i pianistka
- 5 maja – Jacek Ostaszewski, polski kontrabasista i flecista, kompozytor, reżyser teatralny
- 10 maja
  - Jacek Bednarek, polski kontrabasista jazzowy i filharmoniczny, kompozytor (zm. 1990)
  - Jackie Lomax, brytyjski gitarzysta i piosenkarz (zm. 2013)
  - Iwona Racz-Szczygielska, polska piosenkarka, wokalistka grupy wokalnej Filipinki
- 13 maja – Carolyn Franklin, amerykańska piosenkarka i autorka tekstów, młodsza siostra Arethy Franklin (zm. 1988)
- 15 maja – Ian Amey, angielski gitarzysta pop-rockowy, muzyk zespołu Dave Dee, Dozy, Beaky, Mick & Tich (zm. 2024)
- 16 maja
  - Billy Cobham, amerykański perkusista jazzowy, kompozytor
  - Maciej Zembaty, polski poeta, satyryk, scenarzysta, reżyser radiowy, muzyk, bard i tłumacz (zm. 2011)
- 17 maja – Jesse Winchester, amerykański piosenkarz, gitarzysta i klawiszowiec gatunku folk i country (zm. 2014)
- 18 maja – Justus Frantz, niemiecki pianista, dyrygent i osobowość telewizyjna
- 20 maja – Joe Cocker, brytyjski piosenkarz i kompozytor (zm. 2014)
- 24 maja
  - Susana Baca, peruwiańska piosenkarka i minister kultury Peru
  - Patti LaBelle, amerykańska wokalistka
- 25 maja
  - Pierre Bachelet, francuski piosenkarz, twórca tekstów i kompozytor (zm. 2005)
  - Jarosław Kukulski, polski kompozytor (zm. 2010)
- 27 maja – Alain Souchon, francuski piosenkarz, autor tekstów piosenek, kompozytor i aktor
- 28 maja
  - Gladys Knight, amerykańska piosenkarka[1] soulowa i popowa
  - Gary Stewart, amerykański muzyk i autor tekstów (zm. 2003)
- 30 maja – Peter Lipa, słowacki muzyk oraz popularyzator jazzu
- 31 maja
  - Jerzy Galiński, polski klarnecista, muzyk jazzowy i pedagog muzyczny, członek zespołów Old Timers i Gold Washboard (zm. 2020)
  - Teresa Malecka, polska teoretyk muzyki, pedagog
- 1 czerwca – Andrzej Rosiewicz, polski piosenkarz estradowy, kompozytor, gitarzysta i choreograf
- 2 czerwca – Marvin Hamlisch, amerykański kompozytor muzyki filmowej (zm. 2012)
- 4 czerwca
  - Alec Finn, irlandzki muzyk folkowy grający na buzuki (zm. 2018)
  - Michelle Phillips, amerykańska piosenkarka i aktorka
  - Jerzy Stankiewicz, polski muzykolog
- 5 czerwca – Colm Wilkinson, irlandzki wokalista i aktor musicalowy
- 6 czerwca – Edgar Froese, niemiecki muzyk rockowy grający muzykę elektroniczną, kompozytor i artysta grafik
- 8 czerwca
  - Don Grady, amerykański aktor, muzyk i kompozytor (zm. 2012)
  - Boz Scaggs, amerykański piosenkarz, gitarzysta, kompozytor i autor tekstów
- 10 czerwca – Rick Price, angielski basista rockowy, członek zespołów The Move i Wizzard (zm. 2022)
- 16 czerwca – Tatjana Czudowa, rosyjska kompozytorka (zm. 2021)
- 17 czerwca – Żanna Biczewska, rosyjska kompozytorka i pieśniarka ludowa, interpretatorka rosyjskich ballad i romansów
- 18 czerwca – Sandy Posey, amerykańska piosenkarka (zm. 2024)
- 19 czerwca – Peter Bardens, brytyjski klawiszowiec, członek grupy Camel (zm. 2002)
- 21 czerwca – Jon Hiseman, angielski perkusista rockowy, producent muzyczny i inżynier dźwięku; współzałożyciel grupy muzycznej Colosseum (zm. 2018)
- 24 czerwca – Jeff Beck, angielski muzyk rockowy, wirtuoz gitary (zm. 2023)
- 25 czerwca – Robert Charlebois, kanadyjski kompozytor, muzyk i aktor
- 27 czerwca
  - Bill Caddick, brytyjski piosenkarz folkowy, gitarzysta i autor piosenek (zm. 2018)
  - Will Jennings, amerykański autor tekstów piosenek, m.in. „Tears in Heaven”, „Higher Love” i „My Heart Will Go On” (zm. 2024)
- 4 lipca – Jan Erik Kongshaug, norweski inżynier dźwięku, gitarzysta jazzowy i kompozytor (zm. 2019)
- 6 lipca
  - Byron Berline, amerykański skrzypek country rock (zm. 2021)
  - Claude-Michel Schönberg, francuski kompozytor węgierskiego pochodzenia, znany głównie jako twórca muzyki do musicali
- 10 lipca – Grandpa Elliott, amerykański muzyk uliczny (zm. 2022)
- 12 lipca – Pat Woodell, amerykańska aktorka i piosenkarka (zm. 2015)
- 19 lipca
  - George Frayne, amerykański wokalista i klawiszowiec country rockowy (zm. 2021)
  - John Grenell, nowozelandzki piosenkarz country (zm. 2022)
- 23 lipca – Dino Danelli, amerykański perkusista, muzyk zespołu The Rascals (zm. 2022)
- 24 lipca
  - Jalal Mansur Nuriddin, amerykański poeta i muzyk (zm. 2018)
  - Krzysztof Pośpiech, polski dyrygent, chórmistrz, pedagog (zm. 2011)
- 25 lipca
  - Anthony Goldstone, angielski pianista (zm. 2017)
  - Hiroko Nakamura, japońska pianistka, pedagog muzyczny (zm. 2016)
- 26 lipca
  - Ann-Christine, fińska piosenkarka (zm. 2022)
  - Betty Davis, amerykańska piosenkarka (zm. 2022)
- 27 lipca
  - Bobbie Gentry, amerykańska piosenkarka country i autorka tekstów
  - Sumarsam, indonezyjski muzyk, etnomuzykolog, badacz muzyki gamelan
  - Barbara Thompson, angielska saksofonistka, flecistka i kompozytorka jazzowa (zm. 2022)
- 31 lipca – Patricia Wise, amerykańska śpiewaczka operowa (sopran)
- 2 sierpnia – Naná Vasconcelos, brazylijski perkusjonista jazzowy (zm. 2016)
- 5 sierpnia – Christopher Gunning, angielski kompozytor (zm. 2023)
- 7 sierpnia
  - Denny Freeman, amerykański muzyk bluesowy (zm. 2021)
  - Arty McGlynn, irlandzki gitarzysta (zm. 2019)
- 8 sierpnia
  - Michael Johnson, amerykański piosenkarz, gitarzysta i pianista pop, country i folk, autor tekstów piosenek (zm. 2017)
  - John Renbourn, brytyjski gitarzysta folkowy (zm. 2015)
- 9 sierpnia – Andrzej Przybielski, polski trębacz jazzowy (zm. 2011)
- 15 sierpnia – Sylvie Vartan, francuska gwiazda piosenki pochodzenia ormiańskiego, ex-żona Johnny’ego Hallydaya
- 16 sierpnia – Kevin Ayers, angielski muzyk, gitarzysta, współzałożyciel rockowej grupy Soft Machine (zm. 2013)
- 17 sierpnia – Jean-Bernard Pommier, francuski pianista i dyrygent
- 18 sierpnia
  - Volker Lechtenbrink, niemiecki aktor i piosenkarz (zm. 2021)
  - Włodzimierz Tyszler, polski śpiewak operowy (bas-baryton) (zm. 2006)
- 19 sierpnia – Antoni Kopff, polski pianista, kompozytor i aranżer (zm. 2021)
- 21 sierpnia – Aleksander Nowacki, polski piosenkarz, muzyk, kompozytor i aranżer
- 25 sierpnia – Pat Martino, amerykański (pochodzenia włoskiego) gitarzysta jazzowy i kompozytor (zm. 2021)
- 27 sierpnia – Tim Bogert, amerykański basista rockowy (zm. 2021)
- 1 września – Leonard Slatkin, amerykański dyrygent, kompozytor i pedagog
- 4 września
  - Janusz Kosiński, polski dziennikarz muzyczny (zm. 2008)
  - Sergiusz Perkowski, polski perkusista jazzowy (zm. 2025)
- 7 września – Ivo Pešák, czeski tancerz i pieśniarz, członek zespołu Banjo Band, słynny „Jožin z bažin” (zm. 2011)
- 8 września
  - Ada Rusowicz, polska wokalistka zespołu Niebiesko-Czarni (zm. 1991)
  - Mira Kubasińska, polska wokalistka zespołu Breakout (zm. 2005)
- 12 września
  - Władimir Spiwakow, radziecki i rosyjski dyrygent, skrzypek i pedagog, Ludowy Artysta ZSRR
  - Barry White, amerykański piosenkarz, producent muzyczny i twórca tekstów piosenek (zm. 2003)
- 13 września – Peter Cetera, amerykański muzyk i wokalista, były basista grupy Chicago
- 15 września – J. Reilly Lewis, amerykański organista i dyrygent chóru (zm. 2016)
- 16 września
  - Winston Grennan, jamajski perkusista (zm. 2000)
  - Caspar Richter, niemiecki dyrygent (zm. 2023)
- 17 września – Jerzy Janiszewski, polski dziennikarz muzyczny, prezenter radiowy (zm. 2019)
- 18 września – Michael Franks, amerykański wokalista i twórca piosenek
- 24 września – Henry Kotowski, niemiecki muzyk rockowy (zm. 2019)
- 25 września – Alastair Sampson, angielski organista (zm. 2025)
- 27 września
  - Patrick Haggerty, amerykański piosenkarz country (zm. 2022)
  - Paweł Juszczenko, polski gitarzysta jazzowy (zm. 2022)
- 29 września – Andrzej Straszyński, polski dyrygent operowy i symfoniczny
- 4 października – Larry Collins, amerykański gitarzysta rock ’n’ rollowy (zm. 2024)
- 5 października
  - Richard Cragun, amerykański tancerz baletowy (zm. 2012)
  - Andrzej Zieliński, polski wokalista, pianista, kompozytor i aranżer; muzyk grupy Skaldowie
- 9 października – John Entwistle, brytyjski basista znany z grupy The Who (zm. 2002)
- 12 października – Ton Koopman, holenderski dyrygent, organista i klawesynista
- 13 października – Robert Lamm, amerykański muzyk grający na instrumentach klawiszowych, kompozytor, wokalista oraz autor tekstów; członek i współzałożyciel grupy Chicago
- 16 października
  - Eddie Hoh, amerykański perkusista rockowy (zm. 2015)
  - Mose Se Sengo, kongijski kompozytor i gitarzysta (zm. 2019)
- 18 października
  - Nelson Freire, brazylijski pianista klasyczny (zm. 2021)
  - Mikołaj Lipowski, polski miłośnik jazzu, wykładowca uniwersytecki, wiceprezes Polskiego Stowarzyszenia Jazzowego (zm. 2012)
- 19 października – Peter Tosh, jamajski muzyk reggae (zm. 1987)
- 20 października – David Mancuso, amerykański DJ (zm. 2016)
- 21 października – Andrzej Zając, polski duchowny katolicki, muzykolog i dyrygent, profesor sztuk muzycznych
- 26 października – Jim McCann, irlandzki muzyk folkowy, członek zespołu The Dubliners (zm. 2015)
- 28 października – Bob Andy, jamajski wokalista, muzyk i kompozytor reggae (zm. 2020)
- 29 października
  - Michaj Burano, polski wokalista, kompozytor, autor tekstów piosenek i aktor
  - Denny Laine, angielski gitarzysta i wokalista rockowy, muzyk zespołów The Moody Blues i Wings (zm. 2023)
  - Fausto Leali, włoski piosenkarz, zwycięzca Festiwalu Piosenki Włoskiej w San Remo (1989)
- 31 października – Sherman Ferguson, amerykański perkusista jazzowy (zm. 2006)
- 1 listopada – Kinky Friedman, amerykański piosenkarz country, autor piosenek, satyryk i polityk (zm. 2024)
- 2 listopada – Keith Emerson, brytyjski klawiszowiec, członek grupy Emerson, Lake and Palmer (zm. 2016)
- 4 listopada – Toni Stern, amerykańska autorka tekstów piosenek (zm. 2024)
- 8 listopada – Kamau Muata Adilifu, amerykański trębacz jazzowy
- 9 listopada
  - Chitresh Das, indyjski tancerz, choreograf, kompozytor i pedagog (zm. 2015)
  - Phil May, angielski piosenkarz (zm. 2020)
- 11 listopada – Jennifer Bate, brytyjska organistka (zm. 2020)
- 13 listopada – Timmy Thomas, amerykański piosenkarz R&B, klawiszowiec, autorem tekstów i producent muzyczny (zm. 2022)
- 15 listopada
  - Joy Fleming, niemiecka piosenkarka jazzowa i bluesowa; finalistka 20. Konkursu Piosenki Eurowizji (1975) (zm. 2017)
  - Mick Moloney, irlandzki muzyk folkowy (zm. 2022)
- 17 listopada – Gene Clark, amerykański wokalista i autor tekstów, członek zespołu The Byrds (zm. 1991)
- 18 listopada – Karol Nicze, polski pianista grający muzykę klasyczną i rozrywkową (zm. 1999)
- 19 listopada – Agnes Baltsa, grecka śpiewaczka (mezzosopran koloraturowy i alt)
- 21 listopada – Milton Cardona, puertorykański perkusjonista latin jazzowy (zm. 2014)
- 22 listopada – Max Romeo, właśc. Maxwell Livingston Smith, jamajski wokalista reggae i roots reggae (zm. 2025)
- 27 listopada – Trevor Ward-Davies, brytyjski basista, muzyk zespołu Dave Dee, Dozy, Beaky, Mick & Tich (zm. 2015)
- 28 listopada – László Komár, węgierski piosenkarz (zm. 2012)
- 1 grudnia
  - Eric Bloom, amerykański gitarzysta, wokalista i klawiszowiec, muzyk grupy Blue Öyster Cult
  - John Densmore, amerykański muzyk jazzowy, perkusista, członek grupy The Doors
- 6 grudnia – Willie Hutch, amerykański piosenkarz i autor tekstów (zm. 2005)
- 7 grudnia
  - Daniel Chorzempa, amerykański organista (zm. 2023)
  - Mino Reitano, włoski piosenkarz (zm. 2009)
- 8 grudnia – Mike Botts, amerykański perkusista rockowy (zm. 2005)
- 9 grudnia
  - Neil Innes, angielski aktor, muzyk, kompozytor i autor tekstów piosenek (zm. 2019)
  - Andrzej Marchewka, polski trębacz jazzowy, założyciel, członek i lider zespołu Beale Street Band (zm. 2021)
- 11 grudnia
  - Michael Lang, amerykański menadżer i producent muzyczny, współorganizator Festiwalu w Woodstock (zm. 2022)
  - Brenda Lee, amerykańska piosenkarka
  - Gianni Morandi, włoski piosenkarz, aktor i prezenter telewizyjny
- 12 grudnia – Alex Acuña, peruwiański perkusista
- 14 grudnia – Richard Kerr, angielski piosenkarz, autor tekstów, kompozytor (zm. 2023)
- 16 grudnia – John Abercrombie, amerykański gitarzysta jazzowy (zm. 2017)
- 17 grudnia – Carlos Barbosa-Lima, brazylijski gitarzysta klasyczny i jazzowy (zm. 2022)
- 18 grudnia – Deke Leonard, walijski muzyk rockowy (zm. 2017)
- 19 grudnia
  - William Christie, amerykański dyrygent
  - Stuart Colman, angielski muzyk, producent nagrań (zm. 2018)
  - Alvin Lee, brytyjski gitarzysta i wokalista blues rockowy, muzyk grupy Ten Years After (zm. 2013)
  - Ernest Małek, polski kompozytor, pianista, pedagog (zm. 2007)
  - Zal Yanovsky, kanadyjski muzyk folk-rockowy (zm. 2002)
- 21 grudnia – Michael Tilson Thomas, amerykański dyrygent, pianista i kompozytor
- 22 grudnia – Mo Foster, angielski basista i multiinstrumentalista, muzyk sesyjny, producent nagrań, kompozytor (zm. 2023)
- 25 grudnia – Henry Vestine, amerykański gitarzysta, członek zespołu Canned Heat (zm. 1997)
- 27 grudnia – Mick Jones, angielski muzyk, kompozytor, aranżer, gitarzysta, klawiszowiec i wokalista, założyciel grupy Foreigner
- 31 grudnia – Pinise Saul, południowoafrykańska wokalistka jazzowa (zm. 2016)

## Zmarli
- 3 lutego – Yvette Guilbert, francuska piosenkarka kabaretowa oraz aktorka (ur. 1865)
- 7 lutego – Lina Cavalieri, włoska śpiewaczka operowa (sopran) (ur. 1874)
- 8 marca – Mathilde Kralik, austriacka kompozytorka i pianistka okresu późnego romantyzmu (ur. 1857)
- 15 marca – Antoni Gorzkoś, polski dyrygent (ur. 1885)
- 24 marca – Władysław Drzewiecki, polski pedagog, dyrygent, kompozytor, muzykolog (ur. 1895)
- 2 kwietnia – Mikuláš Moyzes, słowacki kompozytor (ur. 1872)
- 4 kwietnia – Karel Weis, czeski kompozytor i muzykolog (ur. 1862)
- 9 kwietnia – Bolesław Wallek-Walewski, polski kompozytor i dyrygent (ur. 1885)
- 13 kwietnia – Cécile Chaminade, francuska kompozytorka i pianistka (ur. 1857)
- 19 kwietnia – Jimmie Noone, amerykański klarnecista jazzowy (ur. 1895)
- 23 kwietnia – Marion Harris, amerykańska piosenkarka (ur. 1896)
- 5 maja – Bogumił Reszke, polski muzyk i dyrygent, oficer (ur. 1877)
- 8 maja – Ethel Smyth, angielska kompozytorka i sufrażystka; autorka sześciu oper, komponowała muzykę orkiestrową, kameralną i chóralną (ur. 1858)
- 16 maja – Leone Sinigaglia, włoski kompozytor i alpinista (ur. 1868)
- 19 maja – Tadeusz Prejzner, polski pedagog muzyczny, kompozytor, dyrygent i publicysta (ur. 1903)
- 5 czerwca – Riccardo Zandonai, austriacko-włoski dyrygent i kompozytor (ur. 1883)
- 10 czerwca – Sylvio Lazzari, francuski kompozytor pochodzenia austriackiego (ur. 1857)
- 14 czerwca – Georges Barrère, francuski flecista i pedagog muzyczny (ur. 1876)
- 20 lipca – Helena Dorabialska, polska muzykolog i kompozytorka (ur. 1895)
- 2 sierpnia – Joseph Bonnet, francuski kompozytor i organista (ur. 1884)
- 6 sierpnia
  - Franciszek Brzeziński, polski prawnik, urzędnik konsularny, kompozytor i krytyk muzyczny (ur. 1867)
  - Jadwiga Zaleska-Mazurowska, polska pianistka (ur. 1879)
- 7 sierpnia – Agustín Barrios Mangoré, paragwajski gitarzysta i kompozytor (ur. 1885)
- 8 sierpnia – Aino Ackté, fińska śpiewaczka operowa (sopran) (ur. 1876)
- 16 sierpnia – Roman Padlewski, polski kompozytor, pianista, muzykolog, skrzypek, dyrygent, krytyk muzyczny, podporucznik, powstaniec warszawski (ur. 1915)
- 19 sierpnia – Henry Wood, angielski kompozytor i dyrygent (ur. 1869)
- 3 września – František Drdla, czeski kompozytor i skrzypek (ur. 1868)
- 8 września – Jan van Gilse, holenderski kompozytor i dyrygent (ur. 1881)
- 14 września – Julian Pulikowski, polski muzykolog, założyciel Centralnego Archiwum Fonograficznego (ur. 1908)
- 15 września – Stanisław Suchorowski, polski miłośnik folkloru, nauczyciel, zbieracz pieśni ludowych oraz kompozytor (ur. 1902)
- 21 września – Ołeksandr Koszyć, ukraiński kompozytor i dyrygent (ur. 1875)
- 26 września – Seweryn Barbag, polski muzykolog, kompozytor i pedagog (ur. 1891)
- 17 października
  - Pavel Haas, czeski kompozytor pochodzenia żydowskiego; brat aktora Hugo Haasa (ur. 1899)
  - Hans Krása, czeski kompozytor pochodzenia żydowskiego (ur. 1899)
- 18 października – Viktor Ullmann, czeski kompozytor i dyrygent (ur. 1898)
- 20 października – Gabriel Grovlez, francuski kompozytor i dyrygent (ur. 1879)
- 12 listopada – Edgar Stillman Kelley, amerykański kompozytor, pianista, pedagog i dyrygent (ur. 1857)
- 13 listopada – Paul Graener, niemiecki kompozytor i dyrygent (ur. 1872)
- 15 listopada – Carl Flesch, węgierski skrzypek i pedagog (ur. 1873)
- 26 listopada – Florence Foster Jenkins, amerykańska śpiewaczka (sopran), znana jako „najgorsza śpiewaczka świata” (ur. 1868)
- 30 listopada – Antoine Mariotte, francuski kompozytor i dyrygent (ur. 1875)
- 15 grudnia – Glenn Miller, amerykański muzyk jazzowy; puzonista i aranżer (ur. 1904)
- 27 grudnia – Amy Beach, amerykańska kompozytorka i pianistka (ur. 1867)

Data dzienna nieznana
- sierpień lub wrzesień – Dawid Bajgelman, polski skrzypek, kompozytor i dyrygent żydowskiego pochodzenia (ur. 1888)
- wrzesień – Adolf Billig, polski skrzypek, pedagog, doktor filozofii, recenzent muzyczny (ur. 1900)
- Leopold Binental, polski skrzypek, muzykolog i publicysta żydowskiego pochodzenia (ur. 1886)
- Tadeusz Czudowski, polski dyrygent chórów, pedagog muzyczny (ur. 1900)
- Teodor Ryder, polski dyrygent i pianista żydowskiego pochodzenia (ur. 1881)

## Albumy
- polskie
- zagraniczne

## Muzyka poważna
- Powstaje Vingt regards sur l’enfant-Jésus („Dwadzieścia spojrzeń na Dzieciątko Jezus”) Oliviera Messiaena na fortepian
- Powstaje The Prairie Lukasa Fossa
- Powstaje Ode Lukasa Fossa
- Powstaje I symfonia G-dur Lukasa Fossa
- Powstaje Three American Pieces Lukasa Fossa
- Powstaje Fantasy Rondo Lukasa Fossa

### Balet
- Powstaje The Heart Remembers Lukasa Fossa
- Powstaje Within These Walls Lukasa Fossa
- Powstaje Gift of the Magi Lukasa Fossa

## Film muzyczny
- 18 grudnia – odbywa się premiera filmu Here Come the Waves w reżyserii Marka Sandricha.